# Tessa Hadley
Pour les articles homonymes, voir Hadley.
Tessa Hadley, née le 28 février 1956  à Bristol, est une écrivaine britannique qui écrit des romans, des nouvelles ainsi que des essais. Son écriture est réaliste et se concentre souvent sur les relations familiales.
En 2016, elle a remporté le prix Hawthornden, ainsi que le prix de littérature Windham-Campbell pour la fiction.
Depuis 2016, elle est professeur d'écriture créative à l'université de Bath Spa.

## Biographie
Son père Geoff Nichols était enseignant et trompettiste de jazz amateur, et sa mère Mary une artiste amateur. Son oncle paternel est le dramaturge Peter Nichols (en).
Elle obtient une licence d'anglais (1978) suivie d'un PGCE (en) au Clare College de l'université de Cambridge, et elle enseigne brièvement dans une école polyvalente avant de fonder une famille.
En 1982, elle épouse Eric Hadley, enseignant, conférencier et dramaturge. Ils déménagent à Cardiff, où Eric Hadley enseigne à l'université de Cardiff. Le couple a trois fils ensemble, ainsi que trois beaux-fils. Pendant cette période, elle écrit plusieurs romans, mais ne réussit pas à trouver un éditeur. Elle coécrit également deux recueils de nouvelles pour enfants avec son mari,.
En 1994, trentenaire, elle obtient un master en écriture créative à l'université de Bath Spa, et obtient un doctorat à l'université de l'Ouest de l'Angleterre de Bristol. Sa thèse de doctorat est intitulée « Pleasure and propriety in Henry James ».
Elle commence à enseigner l'écriture créative à l'Université de Bath Spa en 1997. Depuis 2016, elle est professeur d'écriture créative à l'université. Elle effectue des recherches et enseigne sur Henri James et Jane Austen, ainsi que sur les romanciers et les nouvellistes du début du XXe siècle, en particulier les femmes, notamment Elizabeth Bowen, Katherine Mansfield et Jean Rhys.
Elle est élue membre de la Royal Society of Literature en 2009, et est également membre de l'Académie galloise. Elle est présidente du comité de rédaction de la New Welsh Review, membre du jury du International IMPAC Dublin Literary Award (2011), du BBC National Short Story Award (2011), du prix O. Henry pour les nouvelles (2015) et du Wellcome Book Prize (2016).

## Œuvres

### Romans
- Accidents in the Home, 2002

- traduit en français sous le titre Incidents domestiques par Sylvie Schneiter, Paris, Éditions JC Lattès, 2005, 315 p.  (ISBN 2-7096-2495-8)
- Everything Will Be All Right, 2003
- The Master Bedroom, 2007
- The London Train, 2011
- Clever Girl, 2013
- The Past, 2015

- traduit en français sous le titre Le Passé par Aurélie Tronchet, Paris, Christian Bourgois Éditeur, 2017, 417 p.  (ISBN 978-2-267-03026-6)
- Late in the Day, 2019

- traduit en français sous le titre Occasions tardives par Aurélie Tronchet, Paris, Éditions 10-18, coll. « Grands détectives », 2021, 302 p.  (ISBN 978-2-264-07781-3)
- Free Love, 2022[7]

- traduit en français sous le titre Free Love par Hannah Faure, Paris, Éditions Robert Laffont, coll. « Bouquins », 2022, 249 p.  (ISBN 978-2-382-92255-2)

### Recueils de nouvelles
- Legends of the Sun and Moon, 1983), avec Eric Hadley
- Legends of Earth, Air, Fire and Water, 1985, avec Eric Hadley
- Sunstroke and Other Stories, 2007
- Married Love and Other Stories, 2013
- Bad Dreams and Other Stories, 2017

### Essai
- Henry James and the Imagination of Pleasure, 2002

### Source de la traduction
- (en) Cet article est partiellement ou en totalité issu de l’article de Wikipédia en anglais intitulé « Tessa Hadley » (voir la liste des auteurs).